# Населення Саудівської Аравії
Населення Саудівської Аравії. Чисельність населення країни 2015 року становила 27,752 млн осіб (47-ме місце у світі). За даними ООН доля трудових мігрантів в країні становить 30 % наявного населення. Чисельність аравійців стабільно збільшується, народжуваність 2015 року становила 18,51 ‰ (94-те місце у світі), смертність — 3,33 ‰ (219-те місце у світі), природний приріст — 1,46 % (81-ше місце у світі) . 

## Природний рух

### Відтворення
Народжуваність у Саудівській Аравії, станом на 2015 рік, дорівнює 18,51 ‰ (94-те місце у світі). Коефіцієнт потенційної народжуваності 2015 року становив 2,12 дитини на одну жінку (105-те місце у світі). Рівень застосування контрацепції 23,8 % (станом на 2007 рік).
Смертність у Саудівській Аравії 2015 року становила 3,33 ‰ (219-те місце у світі).
Природний приріст населення в країні 2015 року становив 1,46 % (81-ше місце у світі).

### Вікова структура

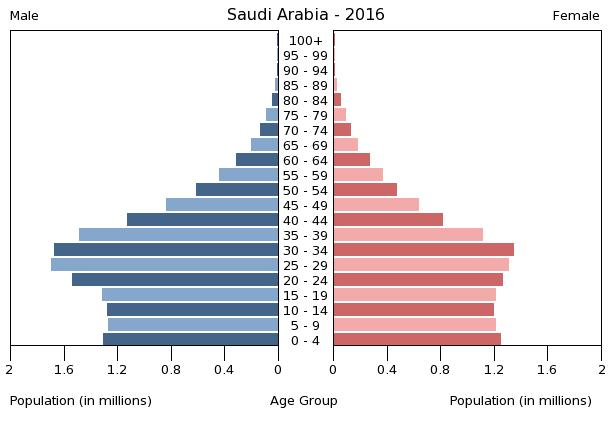
Віково-статева піраміда населення Саудівської Аравії, 2016 рік

Середній вік населення Саудівської Аравії становить 27,2 року (143-тє місце у світі): для чоловіків — 27,9, для жінок — 26,2 року. Очікувана середня тривалість життя 2015 року становила 75,05 року (108-ме місце у світі), для чоловіків — 73 роки для жінок — 77,2 року.
Вікова структура населення Саудівська Аравія, станом на 2015 рік, мала такий вигляд:
- діти віком до 14 років — 27,07 % (3 850 992 чоловіки, 3 661 194 жінки);
- молодь віком 15—24 роки — 19,11 % (2 839 161 чоловік, 2 463 216 жінок);
- дорослі віком 25—54 роки — 45,9 % (7 244 386 чоловіків, 5 495 284 жінки);
- особи передпохилого віку (55—64 роки) — 4,68 % (710 827 чоловіків, 587 281 жінка);
- особи похилого віку (65 років і старіші) — 3,24 % (460 209 чоловіків, 439 766 жінок)[1].

### Шлюбність— розлучуваність
Коефіцієнт шлюбності, тобто кількість шлюбів на 1 тис. осіб за календарний рік, дорівнює 5,2; коефіцієнт розлучуваності — 1,1; індекс розлучуваності, тобто відношення шлюбів до розлучень за календарний рік — 21 (дані за 2005 рік).

## Розселення
Густота населення країни 2015 року становила 14,7 особи/км² (214-те місце у світі).

### Урбанізація
Саудівська Аравія надзвичайно урбанізована країна. Рівень урбанізованості становить 83,1 % населення країни (станом на 2015 рік), темпи зростання частки міського населення — 2,1 % (оцінка тренду за 2010—2015 роки).
Головні міста держави: Ер-Ріяд (столиця) — 6,195 млн осіб, Джидда — 4,076 млн осіб, Мекка — 1,771 млн осіб, Медіна — 1,28 млн осіб, Ед-Даммам — 1,064 млн осіб (дані за 2015 рік).

### Міграції
Річний рівень еміграції 2015 року становив 0,55 ‰ (137-ме місце у світі). Цей показник не враховує різниці між законними і незаконними мігрантами, між біженцями, трудовими мігрантами та іншими.

#### Біженці й вимушені переселенці
Станом на 2016 рік, в країні постійно перебуває 30,0 тис. біженців з Ємену.
У країні мешкає 70,0 тис. осіб без громадянства, переважно бедуїнів, деякі з них отримали тимчасові посвідчення особи, які повинні оновлюватися кожні п'ять років, але їх права залишаються обмеженими. Деякі натуралізовані єменці були позбавлені громадянства після того, як Ємен підтримав вторгнення Іраку до Кувейту 1990 року. Саудівські жінки не мають права передавати власне громадянство своїм дітям, тож якщо вони вступають в шлюб з негромадянином, їхні діти не отримують громадянства.
Саудівська Аравія є країною-спостерігачем в Міжнародної організації з міграції (IOM).

## Расово-етнічний склад
| Етнічний склад (2015 рік) | Етнічний склад (2015 рік) | Етнічний склад (2015 рік) | Етнічний склад (2015 рік) | Етнічний склад (2015 рік) |
| ------------------------- | ------------------------- | ------------------------- | ------------------------- | ------------------------- |
| Етнос:                    |                           |                           | Відсоток:                 |                           |
| араби                     | араби                     |                           | 90%                       | 90%                       |
| африканці й азіати        | африканці й азіати        |                           | 10%                       | 10%                       |

Головні етноси країни: араби — 90 %, африканці й азіати — 10 %.

## Мови
| Мови Саудівської Аравії (2015 рік) | Мови Саудівської Аравії (2015 рік) | Мови Саудівської Аравії (2015 рік) | Мови Саудівської Аравії (2015 рік) | Мови Саудівської Аравії (2015 рік) |
| ---------------------------------- | ---------------------------------- | ---------------------------------- | ---------------------------------- | ---------------------------------- |
| Мова:                              |                                    |                                    | Відсоток:                          |                                    |
| арабська                           | арабська                           |                                    | 100%                               | 100%                               |

Офіційна мова: арабська.

## Релігії
| Релігії в Саудівській Аравії (2009 рік) | Релігії в Саудівській Аравії (2009 рік) | Релігії в Саудівській Аравії (2009 рік) | Релігії в Саудівській Аравії (2009 рік) | Релігії в Саудівській Аравії (2009 рік) |
| --------------------------------------- | --------------------------------------- | --------------------------------------- | --------------------------------------- | --------------------------------------- |
| Віросповідання:                         |                                         |                                         | Відсоток:                               |                                         |
| мусульмани                              | мусульмани                              |                                         | 87%                                     | 87%                                     |
| інші                                    | інші                                    |                                         | 13%                                     | 13%                                     |

Головні релігії й вірування, які сповідує, і конфесії та церковні організації, до яких відносить себе населення країни: іслам (державна релігія, сунізм — 85—90 %, шиїзм — 10—15 %), інші (православ'я, протестантизм, римо-католицтво, юдаїзм, індуїзм, буддизм, сікхізм) (станом на 2012 рік).
Чисельність християн оцінюється в 1,2 млн чоловік; найбільші конфесії представлені католиками (1,05 млн) і п'ятидесятниками (83 тис. осіб). Серед іммігрантів з Єгипту, Ефіопії, Еритреї та Лівану є прихильники давніх східних церков (50 тис.) — коптської, ефіопської і сирійської.
Незважаючи на наявність великої кількості віруючих різних релігій серед мігрантів (більше 30 % населення), більшість форм громадського релігійного вираження, неузгодженого з урядом, заборонені. Немусульманам забороняється мати громадянство Саудівської Аравії. Так само не мусульманам забороняється  організовувати місця та майданчики для відправлення ритуалів.

## Освіта
Рівень письменності 2015 року становив 94,7 % дорослого населення (віком від 15 років): 97 % — серед чоловіків, 91,1 % — серед жінок.
Державні витрати на освіту становлять 5,1 % ВВП країни, станом на 2008 рік (68-ме місце у світі). Середня тривалість освіти становить 16 років, для хлопців — до 17 років, для дівчат — до 15 років (станом на 2014 рік).

## Охорона здоров'я
Забезпеченість лікарями в країні на рівні 2,49 лікаря на 1000 мешканців (станом на 2012 рік). Забезпеченість лікарняними ліжками у стаціонарах — 2,1 ліжка на 1000 мешканців (станом на 2012 рік). Загальні витрати на охорону здоров'я 2014 року становили 4,7 % ВВП країни (178-ме місце у світі).
Смертність немовлят до 1 року, станом на 2015 рік, становила 14,09 ‰ (108-ме місце у світі); хлопчиків — 16,16 ‰, дівчаток — 11,9 ‰. Рівень материнської смертності 2015 року становив 12 випадків на 100 тис. народжень (133-тє місце у світі).
Саудівська Аравія входить до складу ряду міжнародних організацій: Міжнародного руху (ICRM) і Міжнародної федерації товариств Червоного Хреста і Червоного Півмісяця (IFRCS), Дитячого фонду ООН (UNISEF), Всесвітньої організації охорони здоров'я (WHO).

### Захворювання
Кількість хворих на СНІД невідома, дані про відсоток інфікованого населення в репродуктивному віці 15—49 років відсутні. Дані про кількість смертей від цієї хвороби за 2014 рік відсутні.
Частка дорослого населення з високим індексом маси тіла 2014 року становила 33,7 % (19-те місце у світі).

### Санітарія
Доступ до облаштованих джерел питної води 2015 року мало 97 % населення в містах і 97 % у сільській місцевості; загалом 97 % населення країни. Відсоток забезпеченості населення доступом до облаштованого водовідведення (каналізація, септик): у містах — 100 %, у сільській місцевості — 100 %, загалом по країні — 100 % (станом на 2015 рік). Споживання прісної води, станом на 2006 рік, дорівнює 23,67 км³ на рік, або 928,1 тонни на одного мешканця на рік: з яких 9 % припадає на побутові, 3 % — на промислові, 88 % — на сільськогосподарські потреби.

## Соціально-економічне становище
Співвідношення осіб, що в економічному плані залежать від інших, до осіб працездатного віку (15—64 роки) загалом становить 45,9 % (станом на 2015 рік): частка дітей — 41,7 %; частка осіб похилого віку — 4,2 %, або 24 потенційно працездатних на 1 пенсіонера. Загалом ці показники характеризують рівень потреби державної допомоги в секторах освіти, охорони здоров'я і пенсійного забезпечення, відповідно. Дані про відсоток населення країни, що перебуває за межею бідності, відсутні. Дані про розподіл доходів домогосподарств у країні відсутні.
Станом на 2015 рік, у країні 200 тис. осіб не має доступу до електромереж; 98 % населення має доступ, у містах цей показник дорівнює 99 %, у сільській місцевості — 93 %. Рівень проникнення інтернет-технологій високий. Станом на липень 2015 року в країні налічувалось 19,32 млн унікальних інтернет-користувачів (35-те місце у світі), що становило 69,6 % загальної кількості населення країни.

### Трудові ресурси
Загальні трудові ресурси 2015 року становили 11,67 млн осіб, 80 % з яких були іноземцями (49-те місце у світі). Зайнятість економічно активного населення у господарстві країни розподіляється таким чином: аграрне, лісове і рибне господарства — 6,7 %; промисловість і будівництво — 21,4 %; сфера послуг — 71,9 % (станом на 2005 рік). Безробіття 2014 року дорівнювало 11,4 % працездатного населення, 2013 року — 11,6 % (130-те місце у світі); серед молоді у віці 15—24 років ця частка становила 30,4 %, серед юнаків — 21,4 %, серед дівчат — 57,9 % (29-те місце у світі). Офіційна статистика враховує лише чоловіче населення держави, дані по жінках розрахункові й оціночні.

## Кримінал

#### Наркотики

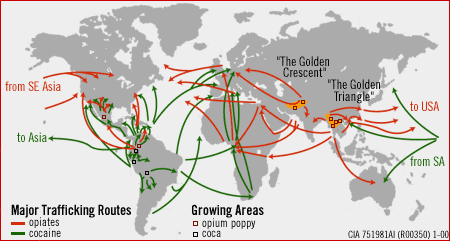
Світові маршрути наркотрафіку

У державі регулярно застосовується смертна кара для торговців наркотиками як для громадян, так і для іноземців; відбулось вдосконалення законодавства у сфері боротьби з відмиванням грошей у фінансовій системі держави.

### Торгівля людьми
Згідно зі щорічною доповіддю про торгівлю людьми (англ. Trafficking in Persons Report) Управління з моніторингу та боротьби з торгівлею людьми Державного департаменту США, уряд Саудівської Аравії не докладає зусиль у боротьбі з явищем примусової праці, сексуальної експлуатації, незаконною торгівлею внутрішніми органами, законодавство не відповідає мінімальним вимогам американського закону 2000 року щодо захисту жертв (англ. Trafficking Victims Protection Act’s), країна перебуває у списку третього рівня.

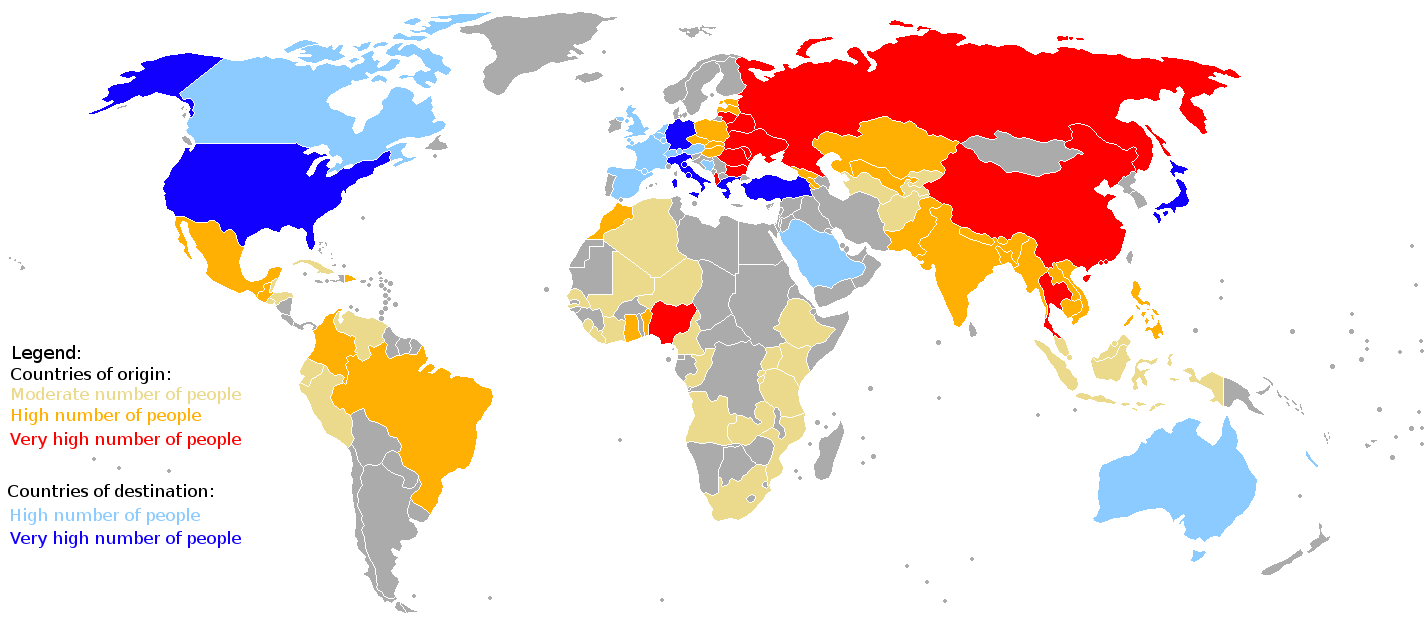
Країни-донори (червоний) і країни-реципієнти кримінальних потоків  (англ.)
Глобальна боротьба з торгівлею людьми (англ.)

## Гендерний стан
Статеве співвідношення (оцінка 2015 року):
- при народженні — 1,05 особи чоловічої статі на 1 особу жіночої;
- у віці до 14 років — 1,05 особи чоловічої статі на 1 особу жіночої;
- у віці 15—24 років — 1,15 особи чоловічої статі на 1 особу жіночої;
- у віці 25—54 років — 1,32 особи чоловічої статі на 1 особу жіночої;
- у віці 55—64 років — 1,21 особи чоловічої статі на 1 особу жіночої;
- у віці за 64 роки — 1,05 особи чоловічої статі на 1 особу жіночої;
- загалом — 1,19 особи чоловічої статі на 1 особу жіночої[1].

## Демографічні дослідження
Демографічні дослідження в країні ведуться рядом державних і наукових установ:

### Українською
- Атлас. 10—11 клас. Економічна і соціальна географія світу / упорядники :  О. Я. Скуратович, Н. І. Чанцева. — К. : ДНВП «Картографія», 2010. — ISBN 978-966-475-639-3.
- Атлас світу / голов. ред. І. С. Руденко ; зав. ред. В. В. Радченко ; відп. ред. О. В. Вакуленко. — К. : ДНВП «Картографія», 2005. — 336 с. — ISBN 9666315467.
- Безуглий В. В. Економічна і соціальна географія зарубіжних країн : Навчальний посібник. — К. : ВЦ «Академія», 2007. — 704 с. — ISBN 978-966-580-239-6.
- Безуглий В. В., Козинець С. В. Регіональна економічна і соціальна географія світу : Навчальний посібник. — видання 2-ге, доп., перероб. — К. : ВЦ «Академія», 2007. — 688 с. — ISBN 966-580-144-9.
- Головченко В. І., Кравчук О. Країнознавство: Азія, Африка, Латинська Америка, Австралія і Океанія. — К., 2006. — 335 с. — ISBN 966-8939-04-2.
- Гудзеляк І. І. Географія населення: Навчальний посібник / І. Гудзеляк. — Л. : Видавничий центр ЛНУ імені Івана Франка, 2008. — 232 с. — ISBN 978-966-613-599-8.
- Дахно І. І. Країни світу: Енциклопедичний довідник / І. І. Дахно, С. М. Тимофієв. — К. : Мапа, 2011. — 606 с. — (Бібліотека нового українця) — ISBN 978-966-8804-23-6.
- Дахно І. І. Економічна географія зарубіжних країн : навчальний посібник. — К. : Центр учбової літератури, 2014. — 319 с. — ISBN 978-611-01-0682-5.
- Джаман В. О. Регіональні системи розселення: демографічні аспекти. — Чернівці : Рута, 2003. — 392 с. — ISBN 9665685988.
- Дорошенко Л. С. Демографія: Навчальний посібник. — К. : МАУП, 2005. — 112 с. — ISBN 966-608-442-2.
- Дубович І. А. Країнознавчий словник-довідник. — 5-те вид., перероб. і доп. — К. : Знання, 2008. — 839 с. — ISBN 978-966-346-330-8.
- Економічна і соціальна географія країн світу. Навчальний посібник / За ред. Кузика С. П. — Л. : Світ, 2002. — 672 с. — ISBN 966-603-178-7.
- Загальна медична географія світу / В. О. Шевченко [та ін.] — К. : [б.в.], 1998. — 178 с.
- Ігнатьєв П. М. Країнознавство: Країни Азії. — Ч. : Книги-XXI, 2004. — 383 с. — ISBN 966-8029-53-4.
- Книш М. М., Мамчур О. І. Регіональна економічна і соціальна географія світу (Латинська Америка та Карибські країни, Африка, Азія, Океанія) : навч. посіб. — Л. : ЛНУ ім. Івана Франка, 2013. — 368 с. — ISBN 978-617-10-0007-0.
- Крисаченко В. С. Динаміка населення: Популяційні, етнічні та глобальні виміри. — К. : Видавництво Національного інституту стратегічних досліджень, 2005. — 368 с. — ISBN 966-554-083-1.
- Любіцева О. О., Мезенцев К. В., Павлов С. В. Географія релігій. — К. : АртЕК, 1999. — 504 с. — ISBN 966-505-006-0.
- Масляк П. О. Країнознавство. — К. : Знання, 2007. — 292 с. — (Вища освіта XXI століття)
- Масляк П. О., Дахно І. І. Економічна і соціальна географія світу / П. О. Масляк, І. І. Дахно ; за ред. П. О. Масляка. — К. : Вежа, 2003. — 280 с. — ISBN 966-7091-53-8.

### Російською
- (рос.) Саудовская Аравия // Демографический энциклопедический словарь / главн. ред. Валентей Д. И. — М. : Советская энциклопедия, 1985. — 608 с.
- (рос.) Саудовская Аравия // Страны и народы. Зарубежная Азия. Общий обзор. Юго-Западная Азия / Редкол. : Н. И. Прошин (отв. ред.), И. А. Дементьев и др. — М. : «Мысль», 1979. — 381 с. — (Страны и народы) — 180 тис. прим.
- (рос.) Атлас народов мира / Отв. ред. С. И. Брук и В. С. Апенченко. — М. : ГУГК ГГК СССР и Институт этнографии им. Н. Н. Миклухо-Маклая АН СССР, 1964. — 185 с. — 20 тис. прим.
- (рос.) Численность и расселение народов мира. Этнографические очерки / под ред. С. И. Брука. — М. : Издательство АН СССР, 1962. — 487 с.
- (рос.) Лаппо Г. М. География городов: Учебное пособие для географических факультетов вузов. — М. : Туманит, изд. центр ВЛАДОС, 1997. — 476 с. — ISBN 5-691-00047-0.
- (рос.) Ягельский А. География населения. — М. : Прогресс, 1980. — 383 с.